# Kanália (ort i Grekland, Thessalien, Nomós Kardhítsas)
Kanália är en ort i Grekland.   Den ligger i prefekturen Nomós Kardhítsas och regionen Thessalien, i den centrala delen av landet, 230 km nordväst om huvudstaden Aten. Kanália ligger 359 meter över havet och antalet invånare är 695.
Terrängen runt Kanália är platt åt nordost, men åt sydväst är den kuperad.Runt Kanália är det ganska tätbefolkat, med 104 invånare per kvadratkilometer. Närmaste större samhälle är Trikala, 17,6 km norr om Kanália. Trakten runt Kanália består till största delen av jordbruksmark.